# Horodîska, Rohatîn
Horodîska (în ucraineană Городиська) este un sat în comuna Verhnea Lîpîțea din raionul Rohatîn, regiunea Ivano-Frankivsk, Ucraina.

## Demografie
Componența lingvistică a localității Horodîska
     Ucraineană (99,31%)
     Alte limbi (0,69%)
Conform recensământului din 2001, majoritatea populației localității Horodîska era vorbitoare de ucraineană (99,31%), existând în minoritate și vorbitori de alte limbi.